# Jean-Jacques Urvoas
Jean-Jacques Urvoas (Brest, 19 settembre 1959) è un giurista e politico francese.

## Biografia

### Formazione
Ha studiato giurisprudenza all'Università della Bretagna occidentale; si è laureato con un master nel 1983. Ha inoltre conseguito un DEA in Scienze politiche a Rennes e un DESS in Comunicazione politica e sociale a Parigi. Nel 1996 ha conseguito il dottorato di ricerca in Scienze politiche.

### Carriera politica
Urvoas, entrato a far parte del Partito Socialista nel 1977. Nel 1989 diventa capo di gabinetto della città di Quimper. È cresciuto all'interno del suo partito e nel 2000 è diventato il primo segretario del PS nel dipartimento del Finistère. L'anno successivo si candidò per un seggio nel consiglio comunale di Quimper, ma fallì. Nel 2004 è entrato a far parte del Consiglio regionale della Bretagna, dove è stato eletto presidente del Gruppo Socialista. Nelle elezioni legislative del 2007 è stato eletto all'Assemblea nazionale nella prima circoscrizione del dipartimento del Finistère e, di conseguenza, si è ritirato dal consiglio regionale. Nel 2012 è stato rieletto deputato al Parlamento.

#### Ministro della giustizia
Dopo le dimissioni di Christiane Taubira da ministro della giustizia, le è succeduto nella carica il 27 gennaio 2016.
Ha sostenuto e promosso attivamente la riforma del sistema penitenziario francese - la "legge sull'individualizzazione della pena e l'aumento dell'efficacia delle sanzioni penali", approvata nel 2014.
Il 6 dicembre 2016, dopo le dimissioni di Manuel Valls, si è formato il governo di Bernard Cazeneuve, in cui Urvoas ha mantenuto il precedente portafoglio.
Il 17 maggio 2017 quando si è formato il governo di Édouard Philippe, il portafoglio del ministro della giustizia è andato a François Bayrou, e Urvoas non ha ricevuto alcun incarico.

#### Sconfitta alle elezioni legislative del 2017
Il 18 giugno 2017, al secondo turno delle elezioni legislative, ha perso con un risultato del 45,55% nella 1ª circoscrizione del dipartimento del Finistere contro il candidato del partito presidenziale La République En Marche Annaïg Le Meur..

## Procedimenti giudiziari
Il 13 dicembre 2017 il quotidiano Le Canard enchaîné ha accusato Urvoas di aver trasferito a Thierry Solère nel periodo compreso tra i due turni delle elezioni presidenziali del 2017, quando Yurvoas era ministro della giustizia, informazioni su un'indagine che lo interessava..
Il 24 settembre 2019 è iniziato il processo contro Urvoas su questa accusa presso il Tribunale della Repubblica, che è responsabile per i casi di azioni illegali di membri del governo durante il loro mandato. Il 26 settembre, l'ufficio del pubblico ministero ha chiesto che l'imputato fosse condannato a un anno di libertà vigilata per divulgazione di segreti professionali.
Il 30 settembre 2019 è stato condannato a un mese di reclusione con sospensione della pena e a 5.000 euro di multa.

## Opere
- 11 propositions choc pour rétablir la sécurité, Fayard, 2011
- Avec Magali Alexandre, Manuel de survie à l'Assemblée nationale - l'art de la guérilla parlementaire, Odile Jacob, 2012
- Avec Vincent Potier et Jean-Luc Bœuf, Éloge du service public local, La lettre du cadre territorial, coll. « Essais », décembre 2012
- Pour l'Assemblée de Bretagne, Dialogues, 2014